# Tadeusz Lasek
Tadeusz Lasek (ur. 25 maja 1910 r. w Stanisławowie, zm. 21 września 1974 r. w Katowicach) – polski urzędnik.
Po ukończeniu szkoły powszechnej i gimnazjum matematyczno-przyrodniczego w Tarnowie, w 1928 roku kontynuował naukę na Wydziale Górniczym Akademii Górniczej w Krakowie. W grudniu 1931 roku podjął pracę zastępcy asystenta w Zakładzie Górnictwa Akademii Górniczej, by następnie, do czerwca 1939 roku, pracować na stanowiskach młodszego i starszego asystenta. W tym samym roku uzyskał dyplom inżyniera górniczego i po zrezygnowaniu z asystentury został inżynierem ruchu w kopalni „Wanda-Lech” gdzie pracował do wybuchu wojny.
Po wojnie pracował kolejno w kopalniach "Paweł”, "Szombierki”, by w lipcu 1947 r. objąć stanowisko dyrektora kopalni „Concordia”, a w czerwcu 1948 r. zostać przeniesiony na stanowisko dyrektora kopalni „Gen. Zawadzki”. W listopadzie tego samego roku objął stanowisko Kierownika Wydziału Ruchu Kopalń w Zjednoczeniu Przemysłu Węglowego w Bytomiu, a w styczniu 1950 r. zajął stanowisko Naczelnika Wydziału Ruchu Kopalń w Ministerstwie Górnictwa w Katowicach. 
W październiku 1950 r. objął stanowisko dyrektora kopalni „Stalin”, by w kolejnych latach zająć się współpracą międzynarodową w dziedzinie górnictwa wyjeżdżając kilkukrotnie na dłuższe pobyty do Albanii i Czechosłowacji. 
W 1953 r. został dyrektorem Centralnego Zarządu Szkolenia Zawodowego, a rok później mianowano go na stanowisko dyrektora generalnego w resorcie górnictwa. W roku 1955 został wiceprezesem, a od roku 1957 prezesem Wyższego Urzędu Górniczego. W kwietniu 1965 otrzymał tytuł profesora nadzwyczajnego na Wydziale Górniczym Politechniki Śląskiej. Podczas pracy na uczelni prof. Lasek pełnił m.in. funkcje Kierownika Katedry Bezpieczeństwa i Higieny Pracy w Górnictwie oraz Dziekana Wydziału Górniczego. 
Był członkiem Państwowej Rady Górnictwa, Komitetu Górnictwa PAN oraz wielu rad naukowo-technicznych.
W 1971 r. prof. Tadeusz Lasek przeszedł na emeryturę. Zmarł 21 września 1974 r. i został pochowany na cmentarzu przy ul. Sienkiewicza w Katowicach.

## Odznaczenie
W trakcie swojej pracy zawodowej został odznaczony wieloma medalami i wyróżnieniami.
- Order Sztandaru Pracy II klasy (1964)[2]
- Brązowy Krzyż Zasługi (1951)[3]
- Krzyż Oficerski Orderu Odrodzenia Polski (1954)[4]
- Medal 10-lecia Polski Ludowej (1954)[5]